# Elsa Goveia
Elsa Vesta Goveia (12 de abril de 1925 - 18 de março de 1980) nasceu na Guiana Britânica e é considerada uma das principais estudiosas e historiadoras do Caribe. Ela foi a primeira mulher a se tornar professora na recém-criada Universidade das Índias Ocidentais (UCWI) e a primeira professora de estudos das Índias Ocidentais no Departamento de História da UCWI. Seu trabalho seminal, Slave Society nas Ilhas Britânicas de Leeward no final do século XVIII (1965) foi pioneiro da instituição da escravidão e o primeiro a apresentar o conceito de uma "sociedade escravista" abrangendo não apenas os escravos, mas toda a comunidade. Elsa foi uma das pioneiras da pesquisa histórica sobre a escravidão e o Caribe e é considerada a "principal historiadora social" da década de 1960 até sua morte. 

## Biografia
Elsa Vesta Goveia nasceu em 12 de abril de 1925  na Guiana Britânica em uma família de classe média de origem étnica mista: portuguesa e afro-guianense.   Uma de duas filhas, ela foi educada em uma época em que a educação era rara até mesmo para os homens na Guiana Britânica. Após receber uma bolsa de estudos, Elsa frequentou e se formou na St. Joseph High School, no Convent of Mercy, em Georgetown. Em 1944, ela ganhou a bolsa nacional British Guiana Scholarship e continuou seus estudos, estudando história na University College London .  Ela ganhou o Prêmio Pollard de história inglesa em 1947, tornando-se a primeira índia Ocidental a ganhar a bolsa, graduando-se com honras de primeira classe em 1948. Prosseguindo seus estudos, Goveia frequentou o Institute of Historical Research de Londres sob o tutela de Eveline Martin até 1950, quando ela retornou ao Caribe e aceitou um cargo de professora assistente na recém-criada Universidade das Índias Ocidentais. Continuando sua pesquisa durante 1950 e 1951, Goveia preparou sua tese Slave Society in the British Leeward Islands 1780-1800, pela qual obteve seu PhD em 1952.  

## Carreira
Após receber seu diploma, Goveia tornou-se conferencista e ensinou no Departamento de História da UCWI. Seus cursos focaram em temas que haviam sido elucidados em sua tese de doutorado. Antes de Goveia, a história do Caribe dedicava-se à economia da escravidão e suas implicações políticas, seguindo uma sequência cronológica sem levar em conta o contexto mais amplo. Goveia, por sua vez, analisou o impacto sociológico dos escravos, negros livres e outros elementos da sociedade e como eles funcionavam tanto como comunidades separadas e quanto parte do todo. Ela reconheceu que toda a cultura foi construída sobre uma "sociedade escravista" em que os relacionamentos eram definidos não apenas pela cor, mas pela manutenção de uma estrutura baseada na superioridade e inferioridade,  com a interdependência entre os grupos produzindo coerência na sociedade.  Ela não defendeu permanecer em silêncio e envergonhada sobre a escravidão do passado, em vez disso, argumentou que apenas reconhecendo e confrontando o passado poderiam "os seres humanos mudarem o que os seres humanos fizeram".  Em uma época em que os historiadores focavam nas conquistas e no desenvolvimento que os colonizadores trouxeram para as colônias, Goveia abordou a história da perspectiva dos colonizados. Foi uma inovação acadêmica que obrigou os estudiosos a considerar a história social e uma abordagem mais interdisciplinar de análise, questionando a historiografia da região.
A partir de 1952, a pedido do Instituto Pan-Americano de Geografia e História.  Goveia empreendeu um estudo que se tornaria uma de suas obras mais importantes, Study on the Historiography of the British West Indies Ela pesquisou e escreveu partes do projeto ao longo de um período de dois anos para o Instituto Pan-Americano, que o publicou em 1956.  Nos anos desde sua publicação, o estudo foi considerado uma de suas obras seminais sobre historiografia publicadas na década de 1960; uma das obras mais influentes;  uma contribuição séria para a bolsa de estudos;  e um catalisador que levou outros historiadores a "sondar a dinâmica interna das sociedades, economias e políticas das Índias Ocidentais". Ela publicou outros ensaios e análises, como "The West Indian Slave Laws of the Eighteen Century", que apareceu em uma série publicada pela UCWI chamada Chapters in West Indian History, que foram perceptivos e perspicazes.
Em 1958, Goveia foi nomeada professora associada e, em 1961, nomeada professora titular de História das Índias Ocidentais. A nomeação foi histórica, já que ela se tornou simultaneamente a primeira (e única) professora do UCWI, bem como a primeira professora de História das Índias Ocidentais nascida no Caribe.  Em 1965, sua tese foi publicada sob o título de Slave Society in the British Leeward Islands at the End of the Eighteenth Century. Como a sua obra Study on Historiography, o livro tornou-se amplamente influente,  sendo uma das primeiras obras a definir o termo "sociedade escravocrata" e seu funcionamento interno.  Em vez de uma "sociedade colonial", que efetivamente deixava de fora escravos e negros livres, o foco de Goveia era em toda a sociedade e não apenas examinava como a escravidão afetava o estado, mas sim como as pessoas envolvidas eram afetadas por a própria instituição.  Ela observou incisivamente que as rivalidades entre as várias ilhas do Caribe era resultado de um sistema mais amplo, que simultaneamente as unia e dividia. Como o "sistema" exigia que eles apoiassem a hierarquia, as ilhas individuais se comunicavam com seus colonizadores, em vez de entre si, e competiam por notoriedade, em vez de melhoria geral da cidadania.
A partir de 1961, Goveia teve problemas de saúde que limitaram até certo ponto sua produção editorial, mas ela continuou a lecionar até sua morte prematura, aos 55 anos.  

## Morte e legado
Goveia morreu em sua casa em Hope Mews Kingston, Saint Andrew Parish, Jamaica em 18 de março de 1980.  Em 1985, uma série de palestras chamada Elsa Goveia Memorial Lectures foi inaugurada e continua a destacar bolsas de estudo sobre a história do Caribe.  Em 1989, a sala de leitura da biblioteca do Campus Mona da Universidade das Índias Ocidentais foi renomeada em homenagem a Goveia.  Desde 1995, a Associação de Historiadores do Caribe concedeu o Prêmio Elsa Goveia a acadêmicos que exibiram excelência no estudo da história do Caribe. 